# 1865 год в науке
В 1865 году произошли различные научные и технологические события, некоторые из которых представлены ниже.

## События
- Вышла статья Фрэнсиса Гальтона Hereditary talent and character[1].
- Юстус Дулиттл[англ.] публикует книгу Social Life of the Chinese[2].
- Джон Лаббок публикует книгу Pre-historic times[3].

## Родились
- 8 января [20 января] — Михаил Иванович Туган-Барановский (ум. 1919) — российский и украинский экономист и историк.
- 28 апреля — Витал Бразил, бразильский учёный-медик. Пионер в области исследовании токсинов. Национальный герой Бразилии (ум. 1950).
- 14 сентября — Карл Патч, австрийский историк, славист и археолог. Член Австрийской академии наук (ум. 1945)

## Скончались
- 14 января — Георг Аппунн (род. 1816), немецкий учёный-акустик, музыкант, изобретатель.
- 15 марта — Иоганн Теодор Август Ферстер (р. 1822), немецкий анатом, патолог и педагог[4].
- 1 августа – Инасио Аччиоли де Серквейра-э-Сильва (род.1808), бразильский историк.
- 13 августа — Игнац Филипп Земмельвайс (род. 1818), венгерский врач-акушер, профессор, один из основоположников асептики.